# Мартинс, Обафеми
Обафеми Акинвунми Фолувашола Ошади Мартинс (англ. Obafemi Akinwunmi Foluwashola Oshadi Martins; род. 28 октября 1984[…], Лагос) — нигерийский футболист, игравший на позиции нападающего. Выступал за национальную сборную Нигерии.

## Клубная карьера

### Ранние годы
Обафеми родился в Лагосе. После того как его, играющего на улицах, заметил тренер местного клуба ФК «Эбедей» Черчиль Олизе, Мартинс в возрасте 14 лет начал играть за эту команду. После года, проведённого в родном клубе, Обафеми поехал на просмотр в клуб итальянской Серии C1 «Реджану». В 2000 году, после двухмесячного просмотра, Мартинс и его одноклубник из «ФК Эбедей» Стивен Макинва заключили молодёжные договоры с клубом. В свой первый сезон в Италии Обафеми попал в первую команду, и спустя год клубы из Серии А «Перуджа» и «Интернационале» сделали предложения по нападающему.

### «Интер»
В 2001 году Обафеми перешёл в «Интернационале». Стоимость трансфера составила 750 тыс. евро. Его 23 гола, забитых им за юношескую команду «Интера» в первом же сезоне, помогли его новой команде выиграть чемпионат Италии среди юношей (до 18 лет). Игра Мартинса за юношескую команду позволила ему дебютировать за первую команду на следующий сезон, в матче чемпионата против «Пармы», в декабре 2002 года.
Обафеми дебютировал в Лиге чемпионов в сезоне 2002/03 в матче против своей будущей команды — «Ньюкасл Юнайтед» на стадионе «Сент-Джеймс Парк». Мартинс забил свой первый гол в Лиге чемпионов против леверкузенского «Байера», его гол стал победным в матче и помог сохранить «Интеру» место в четвертьфинале; видеозапись его кульбита в честь этого гола использовалась УЕФА для рекламы соревнований следующего сезона. Он забил снова в ответном матче полуфинала против принципиального соперника «Интера» — «Милана», чем правда не смог предотвратить проигрыш своего клуба (из-за правила гола, забитого на чужом поле) будущему триумфатору Лиги. В чемпионате Италии Обафеми закончил сезон с одним голом в четырёх матчах.
В 2005 году Мартинс заключил с «Интером» долгосрочный контракт до 2010 года, с годовой зарплатой 2,5 млн евро. Он продолжил хорошо играть за «Интернационале» и был вызван в сборную Нигерии на игры Кубка африканских наций 2006.
Несмотря на достаточно успешную игру за «Интер» (Обафеми забил 28 голов в 88 играх в чемпионате и 11 голов в еврокубках), молодой нигериец был продан в августе 2006 года. Его продажа была следствием приобретения «Интером» двух новых нападающих: аргентинца Эрнана Креспо, взятого в аренду у «Челси», и шведа Златана Ибрагимовича, купленного у «Ювентуса».

### «Ньюкасл Юнайтед»
Несмотря на достаточную результативность его нападающих, «Ньюкасл» не блистал на внутренней арене, а по итогам сезона 2008/09 и вовсе опустился дивизионом ниже. Обафеми откликнулся на предложение чемпиона Германии и стал выступать за «Вольфсбург».

### «Рубин»
В июле 2010 года, вернувшись с чемпионата мира в ЮАР, перешёл в казанский «Рубин». Сумма трансфера составила 8 млн евро, контракт рассчитан на три года. В «Рубине» Мартинс призван заменить ушедшего в «Зенит» Александра Бухарова, несколько сезонов являвшегося лидером нападения казанцев.
Дебютировал в команде 31 июля, заменив Петра Быстрова на 60-й минуте матча «Зенит» — «Рубин». Матч окончился поражением казанцев со счётом 0:2. 11 сентября 2010 года в матче с «Амкаром» (3:0) Мартинс забил за «Рубин» свой первый мяч.

### Дальнейшая карьера
27 февраля 2011 года в финале Кубка английской лиги против «Арсенала» забил победный гол на 89-й минуте, и «Бирмингем Сити» выиграл трофей. По признанию самого футболиста, этот гол после ошибки защитников «Арсенала» был самым лёгким в его карьере.
13 сентября 2012 года перешёл в «Леванте» бесплатно.
11 марта 2013 перешёл в «Сиэтл Саундерс», выплатив 4 млн долларов «Леванте». Мартинс стал назначенным игроком.
14 февраля 2016 года перешёл в китайский «Шанхай Шеньхуа». «Сиэтл Саундерс» получил за трансфер Мартинса 2,7 млн евро, а соглашение игрока с китайским клубом рассчитано до конца 2016 года.

## Выступления в сборной
Дебютировал за сборную в 2002 году.
Забил 2 мяча Сенегалу в Кубке африканских наций 2006.
В августе 2006 года Мартинс отказался выступать за сборную, из-за опубликованных данных на сайте Федерации футбола Нигерии, где он был старше на 6 лет и родился 1 мая 1978 году. Вскоре конфликт был исчерпан.
Он вернулся в победном матче с Угандой, отыграв полный матч.
17 ноября 2007 года в матчи против Австралии впервые надел капитанскую повязку в 19-м появлении за сборную.
Благодаря красивому голу на 83-й минуте против Кении, Нигерия попала в Чемпионат мира по футболу 2010.
В самом турнире Мартинс сыграл в 2 играх, ни разу отличившись, в общей сумме за 71 минуту. В первой игре вышел на 52-й минуте вместо Виктора Обинны. В третьей игре заменил Кану. Нигерия выбыла из турнира с одним очком.

## Личная жизнь
Обафеми не женат. У него двое детей. В октябре 2013 года родился третий ребёнок Мартинса; мать мальчика, Эбигэйл Барвуа, является старшей сестрой Марио Балотелли.
У Обафеми есть два брата, тоже были профессиональными футболистами — старший Оладипупо Мартинс (1983—2011) и младший Джон Ронан Мартинс.
Имя «Обафеми» переводится с языка йоруба дословно как «король любит меня»[значимость факта?].

## Достижения

### Командные
«Интер»
- Чемпион Италии: 2005/06
- Обладатель Кубка Италии: 2004/05, 2005/06
- Обладатель Суперкубка Италии: 2004/05, 2005/06

«Ньюкасл Юнайтед»
- Обладатель Кубка Интертото: 2006/07

«Рубин»
- Обладатель Кубка России: 2012
- Бронзовый призёр Чемпионата России 2010
- Обладатель Суперкубка России: 2012

«Бирмингем Сити»
- Обладатель Кубка Футбольной лиги: 2010/11

«Сиэтл Саундерс»
- Победитель Открытого кубка США: 2014
- Обладатель MLS Supporters’ Shield: 2014

### Личные
- Африканский молодой футболист года (2): 2003, 2004 (единственный футболист, дважды получавший награду, вручаемую с 2001 года).

## Статистика
(откорректировано по состоянию на 2 ноября 2015 года)
| Клуб             | Сезон            | Лига | Лига | Кубок | Кубок | Еврокубки | Еврокубки | Итого | Итого |
| Клуб             | Сезон            | Игры | Голы | Игры  | Голы  | Игры      | Голы      | Игры  | Голы  |
| ---------------- | ---------------- | ---- | ---- | ----- | ----- | --------- | --------- | ----- | ----- |
| Интернационале   | 2002/03          | 4    | 1    | 2     | 0     | 4         | 2         | 10    | 3     |
| Интернационале   | 2003/04          | 25   | 7    | 3     | 1     | 9         | 3         | 37    | 11    |
| Интернационале   | 2004/05          | 31   | 11   | 6     | 6     | 8         | 5         | 45    | 22    |
| Интернационале   | 2005/06          | 28   | 9    | 6     | 2     | 9         | 2         | 43    | 13    |
| Интернационале   | Итого            | 88   | 28   | 17    | 9     | 30        | 12        | 135   | 49    |
| Ньюкасл Юнайтед  | 2006/07          | 33   | 11   | 4     | 0     | 9         | 6         | 46    | 17    |
| Ньюкасл Юнайтед  | 2007/08          | 31   | 9    | 2     | 1     | 0         | 0         | 33    | 10    |
| Ньюкасл Юнайтед  | 2008/09          | 24   | 8    | 1     | 0     | 0         | 0         | 25    | 8     |
| Ньюкасл Юнайтед  | Итого            | 88   | 28   | 7     | 1     | 9         | 6         | 104   | 35    |
| Вольфсбург       | 2009/10          | 16   | 6    | 1     | 0     | 8         | 0         | 25    | 6     |
| Вольфсбург       | Итого            | 16   | 6    | 1     | 0     | 5         | 1         | 25    | 6     |
| Рубин            | 2010             | 12   | 2    | 0     | 0     | 5         | 0         | 17    | 2     |
| → Бирмингем Сити | 2010/11          | 4    | 0    | 2     | 2     | 0         | 0         | 6     | 2     |
| → Бирмингем Сити | Итого            | 4    | 0    | 2     | 2     | 0         | 0         | 6     | 2     |
| Рубин            | 2011/12          | 8    | 1    | 1     | 0     | 8         | 2         | 17    | 3     |
| Рубин            | 2012/13          | 0    | 0    | 1     | 0     | 0         | 0         | 1     | 0     |
| Рубин            | Итого            | 20   | 3    | 2     | 0     | 13        | 2         | 35    | 5     |
| Леванте          | 2012/13          | 21   | 7    | 3     | 0     | 3         | 2         | 27    | 9     |
| Леванте          | Итого            | 21   | 7    | 3     | 0     | 3         | 2         | 27    | 9     |
| Сиэтл Саундерс   | 2013             | 20   | 8    | 2     | 0     | 0         | 0         | 22    | 8     |
| Сиэтл Саундерс   | 2014             | 31   | 17   | 6     | 2     | 0         | 0         | 37    | 19    |
| Сиэтл Саундерс   | 2015             | 21   | 15   | 3     | 1     | 0         | 0         | 24    | 16    |
| Сиэтл Саундерс   | Итого            | 72   | 40   | 11    | 3     | 0         | 0         | 83    | 43    |
| Шанхай Шэньхуа   | 2016             | 26   | 9    | 0     | 0     | 0         | 0         | 26    | 9     |
| Шанхай Шэньхуа   | 2017             | 9    | 7    | 0     | 0     | 0         | 0         | 9     | 7     |
| Шанхай Шэньхуа   | Итого            | 35   | 16   | 0     | 0     | 0         | 0         | 35    | 16    |
| Всего за карьеру | Всего за карьеру | 346  | 128  | 44    | 15    | 63        | 22        | 453   | 165   |